# 아르신
아르신(arsine) 또는 비화수소(砒化水素), 비소화수소(砒素化水素)는 화학식 AsH3을 지닌 무기 화합물이다. 가연성, 자연발화성, 맹독성의 기체이며 가장 단순한 비소 화합물 가운데 하나이기도 하다. 이러한 맹독성에도 불구하고 반도체 산업, 유기비소화학에서 일부 응용된다. 또, 맹독성을 이용하여 독가스로 사용되기도 한다.

## 합성
- 4 AsCl3 + 3 NaBH4 → 4 AsH3 + 3 NaCl + 3 BCl3
- Zn3As2 + 6 H+ → 2 AsH3 + 3 Zn2+
- Na3As + 3 HBr → AsH3 + 3 NaBr

## 같이 보기
- 스티빈 (수소화안티몬)